# 1929年のラジオ (日本)
1929年のラジオ (日本)では、1929年の日本のラジオ番組、その他ラジオ界の動向について記す。

## 主な番組関連の出来事
- 2月12日 - 東京中央放送局の『ラジオ体操』がこの日から全国ネット化[1]。

## 主な放送番組

### 開始番組

#### 1929年7月放送開始
名古屋中央放送局
- 22日 - 朝のラヂオ学校[2]

#### 1929年10月放送開始
東京中央放送局
- 21日 - 職業紹介の時間[3]